# Dytiatky
Dytiatky (ukr. Дитятки) –  wieś na Ukrainie, w obwodzie kijowskim, rejonie wyszogrodzkim. Według danych z 2001 roku wieś zamieszkiwało 571 osób.